# Pero da Ponte
Pero da Ponte (fl. XIII secolo) è stato un poeta medievale, attivo probabilmente tra il 1235 e il 1260.
Di possibile origine galiziana e scudiero di professione, Afonso Eanes do Coton lo chiama segrel:
Fu attivo durante i regni di Ferdinando III e Alfonso X.
È autore di 53 testi: 7 cantigas de amor, 7 cantigas de amigo, 23 cantigas de escarnio, 3 satire letterarie contro Sueiro Eanes, 1 planto burlesco, 4 serventesios morali, 2 elogi, 4 plantos, 1 tenzón e 1 partimen.